# Asymptote
Asymptote — язык описания векторной графики, предназначенный для создания технических рисунков. Изначально разработчиками предполагалось создать средство, которое бы стало стандартом представления иллюстраций в LaTeX. Тем не менее, asymptote позволяет генерировать графические изображения независимо от системы TeX.
В качестве выходных форматов доступны: PDF, PostScript, SVG и 3D PRC.

## Описание языка
Язык с C++-подобным синтаксисом, созданный под влиянием MetaPost.

## Примеры использования
Следующий исходный код позволяет нарисовать график функции Хевисайда при помощи языка asymptote.

График функции Хевисайда, нарисованный при помощи языка asymptote

```
 
import
 
graph
;

 
import
 
settings
;

 
outformat
=
"pdf"
;

 

 
size
(
300
,
300
);

 

 
// Function.

 
real
[]
 
x1
 
=
 
{
-
1.5
,
0
};

 
real
[]
 
y1
 
=
 
{
0
,
0
};

 
real
[]
 
x2
 
=
 
{
0
,
1.5
};

 
real
[]
 
y2
 
=
 
{
1
,
1
};

 
draw
(
graph
(
x1
,
y1
),
red
+
2
);

 
draw
(
graph
(
x2
,
y2
),
red
+
2
);

 

 
draw
((
0
,
0
)
--
(
0
,
1
),
red
+
1.5
+
linetype
(
"4 4"
));

 
fill
(
 
circle
((
0
,
1
),
0.035
),
 
red
);

 
filldraw
(
 
circle
((
0
,
0
),
0.03
),
 
white
,
 
red
+
1.5
);

 

 
// Axes.

 
xaxis
(
 
Label
(
"$x$"
),
 
Ticks
(
new
 
real
[]{
-
1
,
-
0.5
,
0.5
,
1
}),
 
Arrow
);

 
yaxis
(
 
Label
(
"$y$"
),
 
Ticks
(
new
 
real
[]{
0.5
,
1
}),
 
Arrow
,
 
ymin
=-
0.18
,
 
ymax
=
1.25
);

 
// Origin.

 
labelx
(
"$O$"
,
0
,
SW
);

```

## asymptoteв различных операционных системах
В настоящее время asymptote поддерживается большинством операционных систем:
- Все 32-разрядные версии Microsoft Windows
- Все BSD платформы (FreeBSD/NetBSD/OpenBSD/Apple Mac OS X)
- Все POSIX-платформы

Многие дистрибутивы GNU/Linux (Debian, Ubuntu и прочие) содержат asymptote в основных репозиториях.